# Backstreet Boys (USA)
Backstreet Boys es el segundo álbum de estudio homónimo y primera reedición del grupo Backstreet Boys. El primero fue Backstreet Boys en 1996, que no fue lanzado en los Estados Unidos. Este segundo álbum homónimo fue lanzado en 1997 y fue su álbum debut en el país. Se convirtió en uno de los discos debut más exitosos de todos los tiempos. El álbum llegó al número 4 en las listas de Billboard y ha sido certificado 14x Platino (Diamante) por la RIAA por ventas a minoristas. Esto también fue informado como el segundo más alto vendedor en los últimos catorce años por Music Club en 2003, que logró vender 1.72 millones de unidades.
Este álbum es una colección de canciones del primer y segundo álbum internacional de Backstreet Boys, en 1996 y 1997. El álbum fue lanzado en 1997 para que coincidiera con Backstreet's Back. Ambos álbumes comparten la misma portada, sólo con ligeras diferencias.

## Ediciones del álbum
Hubo dos ediciones disponibles de este álbum. El lanzamiento original tenía once canciones y le faltaba el tema «Everybody (Backstreet's Back)». Presumiblemente, esto pudo haber sido debido al mensaje de la canción, indicado en su título, que se correlaciona con el nombre del álbum internacional (Backstreet's Back), que no tendría mucho sentido en el contexto de su debut en los Estados Unidos. La decisión de hacerlo un sencillo pudo haber sido contribuido a la segunda edición del disco, que contenía una versión extendida de la canción (es la cuarta pista, después de «As Long As You Love Me»). La edición original tenía una espina marrón y un borde alrededor de la lista de canciones en la parte posterior del disco, con un fondo azul en la izquierda de la portada. La segunda edición tiene una espina y un listado de canciones verde, con un fondo de color pajizo. Ambas versiones contienen una sección «enhanced CD», que contiene videos y otros archivos multimedia.
Además de la versión extendida de «Everybody», había algunas otras diferencias entre el álbum de Estados Unidos y el de la edición internacional. El segundo verso de «Quit Playing Games», originalmente cantado por Brian Littrell como el primer verso, fue regrabado para capitalizar la popularidad de Nick Carter antes que la canción fuera lanzada como un sencillo. Supuestamente debido a un error en la parte de alguien en la producción, la versión errónea de "As Long As You Love Me" fue incluida en el álbum estadounidense, pero no en Backstreet's Back. Esto supuestamente enojó al escritor y productor Max Martin. Esta versión posteriormente se convirtió en la versión lanzada como sencillo a la radio y vídeo. Tiene una instrumentación diferente - especialmente en la introducción de la canción. También tiene un arreglo diferente. La versión demo fue lanzada como sencillo en los Estados Unidos.

## Lista de canciones
| N.º | Título                                                    | Escritor(es)                                | Duración |  |
| 1.  | «We've Got It Goin' On»                                   | Denniz PoP, Max Martin, Herbert Crichlow    | 3:40     |  |
| 2.  | «Quit Playing Games (With My Heart)» (alternate version)  | Max Martin, Herbert Crichlow                | 3:55     |  |
| 3.  | «As Long As You Love Me» (versión radio)                  | Max Martin                                  | 3:33     |  |
| 4.  | «All I Have To Give»                                      | Full Force                                  | 4:34     |  |
| 5.  | «Anywhere for You»                                        | Gary Baker, Wayne Perry                     | 4:42     |  |
| 6.  | «Hey Mr. DJ (Keep Playin This Song)»                      | Timmy Allen, Larry Campbell, Jolyon Skinner | 4:26     |  |
| 7.  | «I'll Never Break Your Heart»                             | Albert Manno, Eugene Wilde                  | 4:47     |  |
| 8.  | «Darlin'»                                                 | Timmy Allen, Nneka Morton                   | 5:31     |  |
| 9.  | «Get Down (You're the One for Me) [feat. Toni Cottura]»   | Bulent Aris, Toni Cottura                   | 3:53     |  |
| 10. | «Set Adrift on Memory Bliss»                              | Attrell Cordes, Gary Kemp                   | 3:30     |  |
| 11. | «If You Want It to Be Good Girl (Get Yourself a Bad Boy)» | R.J. Lange                                  | 4:49     |  |

| Relanzamiento de 1998 |                                                            |                                             |          |  |
| N.º                   | Título                                                     | Escritor(es)                                | Duración |  |
| 1.                    | «We've Got It Goin' On»                                    | Denniz PoP, Max Martin, Herbert Crichlow    | 3:40     |  |
| 2.                    | «Quit Playing Games (With My Heart)» (versión alternativa) | Max Martin, Herbert Crichlow                | 3:55     |  |
| 3.                    | «As Long as You Love Me» (versión álbum)                   | Max Martin                                  | 3:40     |  |
| 4.                    | «Everybody (Backstreet's Back)» (versión extendida)        | Max Martin, Denniz PoP                      | 4:47     |  |
| 5.                    | «All I Have to Give» (versión radial)                      | Full Force                                  | 4:04     |  |
| 6.                    | «Anywhere for You»                                         | Gary Baker, Wayne Perry                     | 4:41     |  |
| 7.                    | «Hey Mr. D.J. (Keep Playin' This Song)»                    | Joylon Skinner, Larry Campbell, Timmy Allen | 4:25     |  |
| 8.                    | «I'll Never Break Your Heart»                              | Albert Mano, Eugene Wilde                   | 4:47     |  |
| 9.                    | «Darlin'»                                                  | Timmy Allen, Nnkea Morton                   | 5:31     |  |
| 10.                   | «Get Down (You're the One for Me) [feat. Toni Cottura]»    | Bulent Aris, Toni Cottura                   | 3:52     |  |
| 11.                   | «Set Adrift on Memory Bliss»                               | Attrell Cordes, Gary Kemp                   | 3:30     |  |
| 12.                   | «If You Want It to Be Good Girl (Get Yourself a Bad Boy)»  | R.J. Lange                                  | 4:49     |  |

## Marketing
Para promocionar el álbum, la banda apareció en Live with Regis and Kelly, Sabrina, the Teenage Witch, Saturday Night Live, MTV y All That.

## Listas

### Álbum
| Lista              | Posición máxima | Ventas      | Certificación |
| ------------------ | --------------- | ----------- | ------------- |
| U.S. Billboard 200 | 4               | 14 000 000+ | 14x Platino   |

### Listas de fin de década
| Lista(1990-1999)   | Posición |
| ------------------ | -------- |
| U.S. Billboard 200 | 10       |

### Sencillos
- 1995 — "We've Got It Goin' On" #69 (Billboard Hot 100)  #3(UK Singles Chart)
- 1997 — "Quit Playing Games (With My Heart)" #2 (Billboard Hot 100)  #2 (UK Singles Chart - 1996)
- 1997 — "As Long As You Love Me" #4 (Billboard Hot 100 Airplay)  #3 (UK Singles Chart)
- 1998 — "Everybody (Backstreet's Back)" #4 (Billboard Hot 100) #3 (UK Singles Chart - 1997)
- 1998 — "I'll Never Break Your Heart" #4 (Billboard Hot 100 Airplay)  #8 (UK Singles Chart - 1996)
- 1999 — "All I Have To Give" #5 (Billboard Hot 100)  #2 (UK Singles Chart - 1998)

## Certificación
- Backstreet Boys fue certificado con catorce discos de platino por la Recording Industry Association of America.